# Rome-Naples-Rome
Rome-Naples-Rome (en italien : Roma-Napoli-Roma) est une ancienne course cycliste par étapes italienne disputée entre les villes de Rome et de Naples de 1902 à 1961.

## Histoire de l'épreuve
Créée en 1902, la course Rome-Naples-Rome s'est appelée « Corsa del XX Settembre » jusqu'en 1934. Tous les vainqueurs de cette période, parmi lesquels Costante Girardengo et Alfredo Binda, sont italiens. Non-disputée pendant 15 ans, l'épreuve réapparaît en 1950, sous le nom de « Gran Premio Ciclomotoristico ». Son palmarès s'est internationalisé, avec les victoires des Français Louison Bobet, Jean Robic, ou du Suisse Ferdi Kübler. La dernière édition a eu lieu en 1961 et a été remportée par Jean Graczyk.

## Palmarès
| Année | Vainqueur           | Deuxième             | Troisième                    |
| ----- | ------------------- | -------------------- | ---------------------------- |
| 1902  | Ferdinando Grammel  | Alfredo Jacorrossi   | Enzo Spadoni                 |
| 1903  | Enzo Spadoni        | Angelo De Rossi      | Mancinelli                   |
| 1904  | Achille Galadini    | Pierino Albini       | Ferdinando Grammel           |
| 1905  | Eberardo Pavesi     | Giulio Modesti       | Alfredo Jacobini             |
| 1906  | Carlo Galetti       | Amadeo Baiocco       | Ferdinando Grammel           |
| 1907  | Giovanni Gerbi      | Alfredo Jacobini     | Umberto Zoffoli              |
| 1908  | Giovanni Gerbi      | Luigi Chiodi         | Luigi Ganna                  |
| 1909  | Giovanni Gerbi      | Eberardo Pavesi      | Pietro Aimo                  |
| 1910  | Mario Bruschera     | Luigi Ganna          | Carlo Galetti                |
| 1911  | Dario Beni          | Carlo Galetti        | Ugo Agostoni                 |
| 1912  | Dario Beni          | Giuseppe Santhia     | Gino Brizzi                  |
| 1913  | Costante Girardengo | Giosue Lombardi      | Carlo Galetti et Luigi Ganna |
| 1914  | Dario Beni          | Ugo Agostoni         | Giuseppe Pifferi             |
| 1919  | Alfredo Sivocci     | Giuseppe Azzini      | Giosue Lombardi              |
| 1920  | Angelo Marchi       | Lauro Bordin         | Nicola Di Biase              |
| 1921  | Costante Girardengo | Gaetano Belloni      | Federico Gay                 |
| 1922  | Costante Girardengo | Federico Gay         | Emilio Petiva                |
| 1923  | Costante Girardengo | Giuseppe Azzini      | Federico Gay                 |
| 1924  | Romolo Lazzaretti   | Michele Gordini      | Costante Girardengo          |
| 1925  | Costante Girardengo | Gaetano Belloni      | Adriano Zanaga               |
| 1926  | Alfredo Binda       | Leonardo Frascarelli | Giuseppe Pancera             |
| 1927  | Giuseppe Pancera    | Pietro Fossati       | Michele Gordini              |
| 1928  | Antonio Negrini     | Luigi Giacobbe       | Pietro Fossati               |
| 1929  | Gaetano Belloni     | Domenico Piemontesi  | Pietro Bestetti              |
| 1930  | Michele Mara        | Raffaele Di Paco     | Domenico Piemontesi          |
| 1934  | Learco Guerra       | Umberto Guarducci    | Isidoro Piubellini           |
| 1950  | Jean Robic          | Fausto Coppi         | Louison Bobet                |
| 1951  | Ferdi Kübler        | Guido De Santi       | Nedo Logli                   |
| 1952  | Fiorenzo Magni      | Stan Ockers          | Jean Robic                   |
| 1953  | Fiorenzo Magni      | Stan Ockers          | Bruno Monti                  |
| 1954  | Bruno Monti         | Fausto Coppi         | Rik Van Steenbergen          |
| 1955  | Bruno Monti         | Nino Defilippis      | Fausto Coppi                 |
| 1956  | Stan Ockers         | Bruno Monti          | Charly Gaul                  |
| 1957  | Wout Wagtmans       | Miguel Poblet        | Aldo Moser                   |
| 1958  | Jos Hoevenaers      | Miguel Poblet        | Giuseppe Fallarini           |
| 1959  | Louison Bobet       | Gastone Nencini      | Armando Pellegrini           |
| 1960  | Louison Bobet       | Wout Wagtmans        | Carlo Brugnami               |
| 1961  | Jean Graczyk        | Graziano Battistini  | Hilaire Couvreur             |